# آردوينو نانو
آردوينو نانو عبارة عن لوحة صغيرة وكاملة وصديقة للوحة التجارب تعتمد على ATmega328P الذي تم إصداره في عام 2008. إنه يوفر نفس الاتصال والمواصفات الخاصة بلوحة آردوينو أونو بحجم أصغر.
تم تجهيز آردوينو نانو بـ 30 رأس إدخال/إخراج، في تكوين يشبه dip-30، والتي يمكن برمجتها باستخدام بيئة التطوير المتكاملة لبرامج آردوينو (IDE)، وهي مشتركة في جميع لوحات آردوينو وتعمل في وجود الإنترنت أو عدمه. يمكن تشغيل اللوحة من خلال كبل micro-USB من النوع b، أو من خلال بطارية 9 فولت.
في عام 2019، آردوينو أصدرت آردوينو نانو إيفري، وهو تطور مكافئ لـ Nano. يتميز بمعالج أقوى من طراز ATmega4809 وذاكرة وصول عشوائي (RAM) مرتين.

## المواصفات الفنية
- متحكم دقيق: Microchip ATmega328P [5]
- جهد التشغيل: 5 فولت
- جهد الإدخال: من 6 إلى 20 فولت
- منافذ الإدخال/الإخراج الرقمية: 14 (بالإضافة إلى 6 منافذ إخراج PWM)
- منافذ الإدخال التناظرية: 8
- تيار مستمر لكل منفذ إدخال/إخراج: 40 مللي أمبير
- منفذ تيار مستمر ل 3.3 فولت: 50 مللي أمبير
- ذاكرة فلاش: 32 كيلو بايت منها 0.5 كيلو بايت يستخدمها برنامج bootloader
- SRAM :2 كيلو بايت
- EEPROM: 1 كيلو بايت
- سرعة الساعة: 16 ميغا هيرتز
- الطول: 45 مم
- العرض: 18 مم
- الوزن: 7 جرام

## الاتصالات
يحتوي آردوينو نانو على عدد من التسهيلات للتواصل مع جهاز كمبيوتر أو آردوينو آخر أو وحدات تحكم دقيقة أخرى. يوفر ATmega328 اتصال تسلسلي UART TTL (5V)، والذي يتوفر على المنافذ الرقمية 0 (RX) و 1 (TX). يقوم FTDI FT232RL الموجود على اللوحة بتوجيه هذا الاتصال التسلسلي عبر USB وبرامج تشغيل FTDI (المضمنة في برنامج آردوينو) توفر منفذ com افتراضيًا للبرنامج على الكمبيوتر. يشتمل برنامج آردوينو على شاشة تسلسلية تسمح بإرسال بيانات نصية بسيطة من وإلى لوحة آردوينو. ستومض مؤشرات LED RX و TX على اللوحة عند نقل البيانات عبر شريحة FTDI واتصال USB بالكمبيوتر (ولكن ليس للاتصال التسلسلي على النافذ 0 و 1). تسمح مكتبة SoftwareSerial بالاتصال التسلسلي على أي من منافذ Nano الرقمية. يدعم ATmega328 أيضًا اتصالات I2C (TWI) و SPI. يشتمل برنامج آردوينو على مكتبة Wire لتبسيط استخدام ناقل I2C.

### إعادة الضبط التلقائي
بدلاً من طلب الضغط الفعلي على زر إعادة الضبط قبل التحميل، تم تصميم آردوينو نانو بطريقة تسمح بإعادة ضبطه بواسطة برنامج يعمل على جهاز كمبيوتر متصل. يتم توصيل أحد خطوط التحكم في تدفق الأجهزة (DTR) الخاص بـ FT232RL بخط إعادة تعيين ATmega328 عبر مكثف 100 نانوفاراد. عندما يتم التأكيد على هذا الخط (منخفضًا)، يسقط خط إعادة الضبط لفترة كافية لإعادة ضبط الشريحة.
هذا الإعداد له آثار أخرى. عند توصيل آردوينو أونو بجهاز كمبيوتر يعمل بنظام التشغيل Mac OS X أو Linux، يتم إعادة تعيينه في كل مرة يتم فيها الاتصال به من برنامج (عبر USB). لمدة نصف ثانية أو نحو ذلك، يتم تشغيل أداة تحميل التشغيل على آردوينو أونو. بينما تمت برمجته لتجاهل البيانات المشوهة (أي شيء بخلاف تحميل رمز جديد)، فإنه سيعترض البايتات القليلة الأولى من البيانات المرسلة إلى اللوحة بعد فتح الاتصال.